# 科馬爾諾 (烏克蘭)

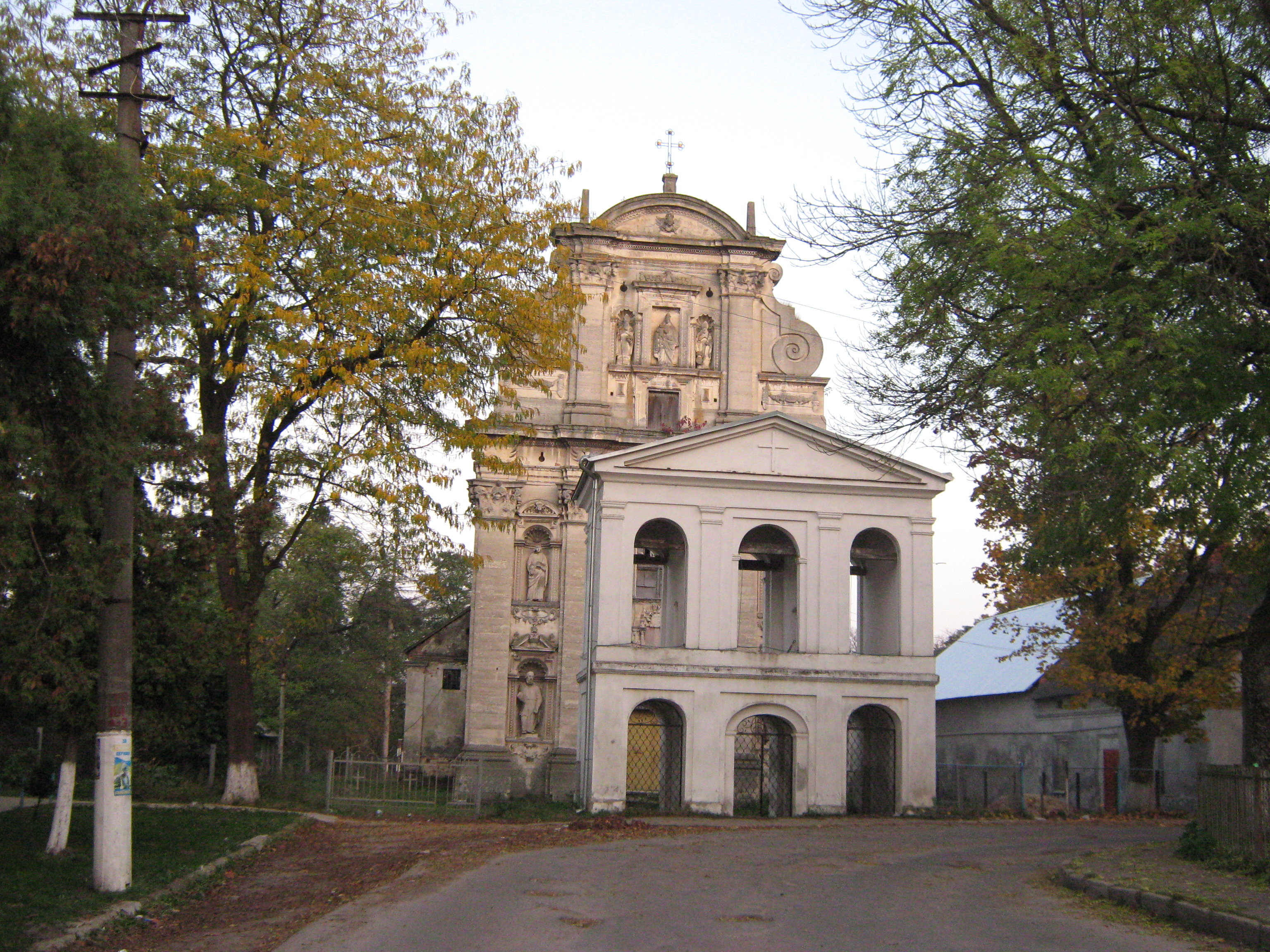
教堂

科馬爾諾（烏克蘭語：Комарно）是烏克蘭西部利維夫州利沃夫区科马尔诺市镇内的城市，及该市镇的行政中心。位於德涅斯特河支流畔，距離州府利維夫31公里，始建於1324年，面積7.3平方公里，2022年人口3,653。